# Back-to-back-Finanzierung
Die Back-to-back-Finanzierung ist ein Finanzierungsinstrument, bei dem ein Unternehmen einem Kreditinstitut eine Geldanlage zur Verfügung stellt, die das Kreditinstitut kongruent an das Unternehmen oder dessen Tochtergesellschaft weiterleitet.

## Herkunft
Back-to-back-Finanzierungen waren in den 1930er Jahren in den USA eine frühe Methode der Geldwäsche, als deren Begründer der Mobster Meyer Lansky gilt. Er versuchte mit Hilfe von Parallelkrediten, sein im Ausland liegendes, illegales Vermögen zu Verbrauchszwecken wieder in die USA zu transferieren. Das illegale Vermögen diente als Kreditsicherung für einen Kredit, der legal verwendet werden konnte.

## Fallkonstellationen
So genannte Back-to-back-Kredite stellen eine grenzübergreifende Modifizierung und Weiterentwicklung des Parallelkredits dar. Eine typische Fallkonstellation beim Back-to-back-Kredit liegt vor, wenn etwa ein deutsches Unternehmen beabsichtigt, seiner ausländischen Tochtergesellschaft Kredite zu gewähren, jedoch aufgrund der ausländischen Gesetzgebung (Devisenverkehrsbeschränkungen) etwa wegen Verbots der Gesellschafterdarlehen im Internationalen Privatrecht daran gehindert ist. Anstatt dessen schaltet das deutsche Unternehmen eine Bank ein und stellt dieser eine Geldanlage zur Verfügung, die von der Bank kongruent als Bankkredit an das ausländische Tochterunternehmen – mit einer Kreditmarge für die Bank – weitergeleitet wird.
Multinationale Konzerne variieren diesen grenzübergreifenden Back-to-back-Kredit durch verschiedene Währungen, deren Kursrisiken durch Währungsswaps abgesichert werden. Diese Währungsswaps waren ursprünglich aus Back-to-back-Krediten entstanden.

## Kreditsicherung
Die kreditgebende Bank besichert üblicherweise ihre Back-to-back-Kreditgewährung an die ausländische Tochtergesellschaft durch die Verpfändung der von der Muttergesellschaft deponierten Geldanlage. Dabei wird zu beachten sein, dass Kollisionen mit dem Internationalen Privatrecht vermieden werden und ein Zugriff auf die verpfändete Einlage möglich wird, sobald die Tochtergesellschaft den Back-to-back-Kredit teilweise oder ganz nicht mehr bedient. Zudem darf sich zwischen der Geldanlage und dem Kredit an die Tochtergesellschaft bei der Bank keine Aufrechnungslage ergeben, weil beide bilanzverlängernden Transaktionen wirtschaftlich miteinander im Zusammenhang stehen. Sofern die Bank bei ihrer Kreditvergabe an die ausländische Kreditnehmerin einem politischen Risiko ausgesetzt ist, muss die inländische Muttergesellschaft für einen Risikoausgleich sorgen (etwa im Rahmen eines Kreditauftrages).

## Umgehungstatbestand
Back-to-back-Finanzierungen erlangen insbesondere im Steuerrecht als Umgehungsgestaltungen Bedeutung, so zum Beispiel bei Anwendung der seit 2009 geltenden Abgeltungsteuer (§ 32d Abs. 2 Nr. 1c EStG). Hiernach werden die Zinseinkünfte aus der Geldanlage nicht mit der pauschalen Abgeltungssteuer, sondern mit dem individuellen Einkommensteuersatz des Anlegers besteuert.